# جون بول (سياسي)
جون بول هو سياسي كندي، ولد في 25 يونيو 1872، وتوفي في 29 ديسمبر 1963.